# Manolis Andronikos
Manolis Andronikos, född 23 oktober 1919 i Bursa i Turkiet, död 30 mars 1992 i Thessaloniki, var en grekisk arkeolog och professor vid  Aristotelesuniversitetet i Thessaloniki. Andronikos är mest känd för sina fynd av de antika kungliga gravarna i Vergina i det grekiska landskapet Makedonien i norra Grekland. Den 8 november 1977 upptäckte Andronikos  gravarna i Vergina som han misstänkte tillhörde den makedoniske kungen Filip II av Makedonien. Upptäckten var en arkeologisk sensation. Även om Andronikos upptäckter arkeologiskt är väldigt betydelsefulla, har historiker inte kunnat enas om huruvida graven verkligen tillhör Filip II.